# Jorge Simão
António Jorge Rocha Simão (nascido em Pampilhosa da Serra a 12 de Agosto de 1976), conhecido apenas como Jorge Simão, é um treinador de futebol português e ex-jogador. Treinou o Sporting Clube de Braga até 25 de Abril de 2017. Em Setembro de 2017 assumiu o lugar de treinador no Boavista , atualmente treina o Paços de Ferreira.

## Carreira
Em Fevereiro de 2014, depois de ser treinador-adjunto durante algumas temporadas, Simão teve a primeira experiência como treinador principal no Atlético CP até ao fim dessa época. Embora tenha conquistado 16 pontos em 36 possíveis, não evitou que os lisboetas ficassem no último lugar do campeonato.
Seguiu-se o posto de treinador no CD Mafra em 2014/2015, que viria a terminar em Março de 2015 para abraçar um projecto na Primeira Liga, com o Belenenses. Ficou até ao final da temporada em Belém, rumando a Paços de Ferreira para 2015/2016.

### Chaves
No dia 23 de maio de 2016 foi oficializado como treinador do Chaves, tendo assinado um contrato de 2 anos. Em dezembro do mesmo ano mudou-se para o Sporting de Braga
Sporting de Braga
No início do seu trabalho, levou a equipa à final da Taça da Liga, que se realizou a 29 de janeiro de 2017. Perdeu, frente ao Moreirense, por 1-0. Rescindiu em 25 de Abril de 2017.
Boavista Futebol Clube
Em setembro de 2017 assumiu o lugar de Miguel Leal no Boavista, conseguindo uma surpreendente vitória frente ao campeão em título, Benfica, no Estádio do Bessa, algo que já não acontecia há 11 anos. 